# Christian van Rosenborg
Christian Frederik Franz Knud Harald Carl Oluf Gustav Georg Erik, graaf van Rosenborg (Slot Sorgenfri, Kongens Lyngby, 22 oktober 1942 — Gentofte, 21 mei 2013) was de jongste zoon van de Deense prins Knud en diens echtgenote Caroline Mathilde.
Bij zijn geboorte was Christian derde in lijn voor de Deense troonopvolging na zijn vader en zijn oudere broer Ingolf, maar na een wijziging van de Deense Grondwet in 1953, die erfopvolging ook in vrouwelijke lijn mogelijk maakte, viel hij terug naar de zevende plaats. In 1971 verloor Christian zijn rechten op de troon door zonder toestemming van de koning in het huwelijk te treden met het Deense burgermeisje Anne Dorte Maltoft-Nielsen (1947-2014). Hij voerde sindsdien de titel Graaf van Rosenborg. Via zijn beide ouders is Christian Frederik een nazaat van George II van Groot-Brittannië.

Christian overleed op 70-jarige leeftijd in het ziekenhuis van Gentofte.

## Kinderen
- Camilla Alexandrine Cristine (29 oktober 1972)
- Josephine Caroline Elisabeth (29 oktober 1972)
- Feodora Mathilde Helena (27 februari 1975).